# Dyer (Indiana)
Dyer é uma cidade  localizada no estado americano de Indiana, no Condado de Lake.

## Demografia
Segundo o censo americano de 2000, a sua população era de 13.895 habitantes. Em 2006, foi estimada uma população de 15.481, um aumento de 1586 (11.4%).

## Geografia
De acordo com o United States Census Bureau, a localidade tem uma área de15,4 km². Dyer localiza-se a aproximadamente 214 m acima do nível do mar.

## Localidades na vizinhança
O diagrama seguinte representa as localidades num raio de 8 km ao redor de Dyer.